# Melinoessa palumbata
Timana palumbata là một loài bướm đêm trong họ Geometridae.